# Horsfieldia disticha
Horsfieldia disticha là một loài thực vật thuộc họ Myristicaceae. Đây là loài đặc hữu của Brunei.